# زيد الخص (لاعب)
زيد الخص (وُلد في 7 آذار 1976 - الأردن ) هو لاعب كرة سلة أردني شركسي متقاعد. بدأ مسيرته مع النادي الأهلي الأردني. حصل على منحة دراسية في جامعة بافالو، الولايات المتحدة الأمريكية. يعد أول لاعب من الأردن على الإطلاق يلعب في برنامج المستوى الأول في الرابطة الوطنية لرياضة الجامعات في الولايات المتحدة الأمريكية. انتقل إلى جامعة جانون بنسلفانيا في الولايات المتحدة الأمريكية عام 1998.
لعب باحتراف في موسم 2001/2002 في لبنان مع نادي التضامن. في 2002/2003 مع مصر (الجزيرة). لعب لصالح أرامكس الأردن (2003-2006). و لنادي زين الأردن (2006-2009) في دوري كرة السلة الأردني (JBL). لعب أيضا لصالح نادي كرة السلة الصيني Qingdao DoubleStar في اتحاد كرة السلة الصيني 2010-2011. كان عضوا وكابتن منتخب الأردن لكرة السلة من 1997-2011.
حصل الخص على جائزة هداف بطولة آسيا 2003 ( بمعدل 23.5 نقطة في المباراة الواحدة). وحصل أيضا على جائزة أفضل لاعب عربي، وأفضل لاعب مهاجم في آسيا 2006. كما وتتم تتويجه كأفضل لاعب في كأس ويليام جونز 2008(1).
أعلن زيد الخص اعتزاله دوليًا بعد تتويجه بالميدالية الفضية كأفضل إنجاز لكرة السلة الأردنية في البطولات الآسيوية عام 2011.
يعتبر الخص أفضل لاعب كرة سلة خرج من الأردن وقاد منتخب بلاده كقائد للفريق من 2005 حتى 2011.
يعمل حاليًا كمدرب مساعد لمنتخب الأردن لكرة السلة 2019، الذي وصل إلى كأس العالم لكرة السلة 2019 في الصين(2). يعتبر لاعب كرة السلة الأردني الوحيد الذي وصل إلى 3 نهائيات لكأس العالم لكرة السلة:
-        كأس العالم 1995 تحت 18 عاما – اليونان
-        كأس العالم 2010 – تركيا
-        كأس العالم 2019 – الصين (مدرب)

## مسيرته
تنافس الخص مع المنتخب الأردني في بطولة الإتحاد الآسيوي لكرة السلة (ABC) 2003، وبطولة FIBA  الآسيوية 2009 و 2011. سابقًا، تنافس مع المنتخب في بطولة العالم للناشئين 1995، بمعدل 14.4 نقطة و10 ارتدادات لكل مباراة. من 1998 حتى 2000، تنافس الخص بشكل جماعي في جامعة جانون – بنسلفانيا. وفي 2009 ساعد الخص المنتخب الأردني في تحقيق المركز الثالث على المستوى الوطني، والتأهل لكأس العالم 2010 ولأول مرة في تاريخ الأردن. في عام 2011، ساعد منتخبه الأردني في الفوز بالميدالية الفضية في كأس آسيا كأفضل إنجاز في تاريخ البلاد في كرة السلة. اعتزل دوليا من المنتخب الأردني مباشرة بعد تلك البطولة. هو لاعب كرة السلة الآسيوي الوحيد الذي شارك في 7 بطولات كأس آسيا من 1995 – 2011(3) نسخة محفوظة 12 ديسمبر 2009 على موقع واي باك مشين..